# 喜田新六
喜田 新六（きた しんろく、1903年6月24日 - 1964年7月4日）は、日本の歴史学者。中央大学文学部教授。専門は日本古代史。

## 経歴
1903年(明治36年)6月、歴史学者である喜田貞吉の長男として、東京にて生まれる。なお「新六」の名は、彼の生誕地である「新宿六丁目」に由来する。東京高等師範学校附属中学校（現筑波大学附属中学校・高等学校）、第一高等学校文科乙類を経て、1926年(大正15年)、東京帝国大学文学部国史学科に入学。1929年(昭和4年)、東京帝国大学卒業ののち、同大学大学院に入学し、併せて同大学副手になった。1934年(昭和9年)、京城帝国大学法文学部教授に就任し、1942年(昭和17年)、神宮皇學館大學学部教授に就任した。
1946年(昭和21年)、神宮皇學館大學廃学とともに同大教授の職を退き、GHQにより教員不適格者(「教職追放」)となった。三重県食糧事務所の事務官を経たのち、1952年(昭和27年)、教員不適格者指定解除とともに、中央大学文学部教授に就任。1963年(昭和38年)、日本歴史地理学会会長に就任した。学位請求論文の準備の途中であった1964年(昭和39年)7月に急死。61歳没。

## 業績
学究人生を令制の研究に費やし、戦前に於いては経済史的側面について、戦後は令制下の位階制度の研究に重点を置き、その研究姿勢は、堅実なものであった。また、父喜田貞吉のように論争を好む性格ではなく、その性格は控えめでかつ温厚であったという。

## 著書
- 『飛鳥奈良時代史』歴史教育研究会〈歴史教育講座 第6輯 第2部 資料篇〉、1935年9月。
- 喜田新六編 編『法隆寺論攷』地人書館〈喜田貞吉選集 1〉、1940年9月。
- 『令制下における君臣上下の秩序について』皇学館大学出版部、1972年2月。ISBN 978-4-87644-003-0。